# 3940 Larion
3940 Larion је астероид са средњом удаљеношћу од Сунца која износи 1,987 астрономских јединица (АЈ).
Апсолутна магнитуда астероида је 12,7.